# Jabalquinto (kommunhuvudort)
Jabalquinto är en kommunhuvudort i Spanien.   Den ligger i provinsen Provincia de Jaén och regionen Andalusien, i den centrala delen av landet, 270 km söder om huvudstaden Madrid. Jabalquinto ligger 490 meter över havet och antalet invånare är 2 390.
Terrängen runt Jabalquinto är huvudsakligen platt, men den allra närmaste omgivningen är kuperad. Jabalquinto ligger uppe på en höjd. Runt Jabalquinto är det ganska tätbefolkat, med 80 invånare per kvadratkilometer. Närmaste större samhälle är Linares de Mora, 11,5 km nordost om Jabalquinto. Trakten runt Jabalquinto består till största delen av jordbruksmark.